# Simulium henanense
Simulium henanense är en tvåvingeart som beskrevs av Wen och Chen 2007. Simulium henanense ingår i släktet Simulium och familjen knott. Inga underarter finns listade i Catalogue of Life.